# Дадашев, Магеррам Акпер оглы
Магеррам Акпер оглы Дадашев (азерб. Məhərrəm Əkbər oğlu Dadaşov; 2 (15) февраля 1912 года — 17 сентября 1944) — Герой Советского Союза (1945), механик-водитель танка 233-й танковой бригады (5-й механизированный корпус, 6-я танковая армия, 2-й Украинский фронт), старший сержант.

## Биография
Магеррам Дадашев родился 15 февраля 1912 года в селе Бештали (ныне Сальянский район Азербайджана) в семье крестьянина. По национальности азербайджанец. Получил неполное среднее образование. До призыва в Красную Армию Магеррам работал трактористом в колхозе.

## Вторая мировая война
В 1941 году был призван в Красную Армию. Служил на фронте с 1942 года механиком-водителем танка. Свой боевой путь Магеррам начал на Северном Кавказе. Затем в составе 233-й танковой бригады освобождал Украину. Магеррам участвовал во многих операциях Красной Армии: Корсунь-Шевченковской, Уманско-Ботошанской, Ясско-Кишинёвской операциях. Воевал на американском танке М4А2 «Шерман». В 1944 году вступил в ВКП(б)/КПСС. Магеррам особо отличился в боях на территории Румынии.

### Война в Румынии
20 августа 1944 года у города Васлуй, используя рельеф местности, старший сержант Магеррам Дадашев на своём танке ворвался в расположение немцев. Двигаясь на большой скорости по немецким позициям, танковым огнём и гусеницами уничтожил 6 противотанковых орудий и 16 пулемётных и миномётных огневых точек с их расчётами. Несмотря на ранение, Магеррам продолжал управлять машиной. Израсходовав снаряды, танкисты отвели танк в укрытие и продолжили бой личным оружием. Дадашев снял с танка пулемёт и открыл огонь вслед отходящему противнику, уничтожив ещё восемь немцев.

## Смерть
14 сентября 1944 года Дадашев был тяжело ранен в левое плечо и 17 сентября умер от газовой гангрены в полевом хирургическом госпитале № 576. Похоронен в коммуне Стремц, жудец Алба, Румыния. 24 марта 1945 года указом Президиума Верховного Совета СССР за героизм, проявленный в боях за освобождение Румынии, сержанту Дадашеву Магерраму Акпер оглы присвоено звание Героя Советского Союза (посмертно).

## Память
Бюст Героя установлен в городе Сальяны в Азербайджане. Его имя носила средняя школа в селе Кюркаракашлы Сальянского района.